# Mandibel

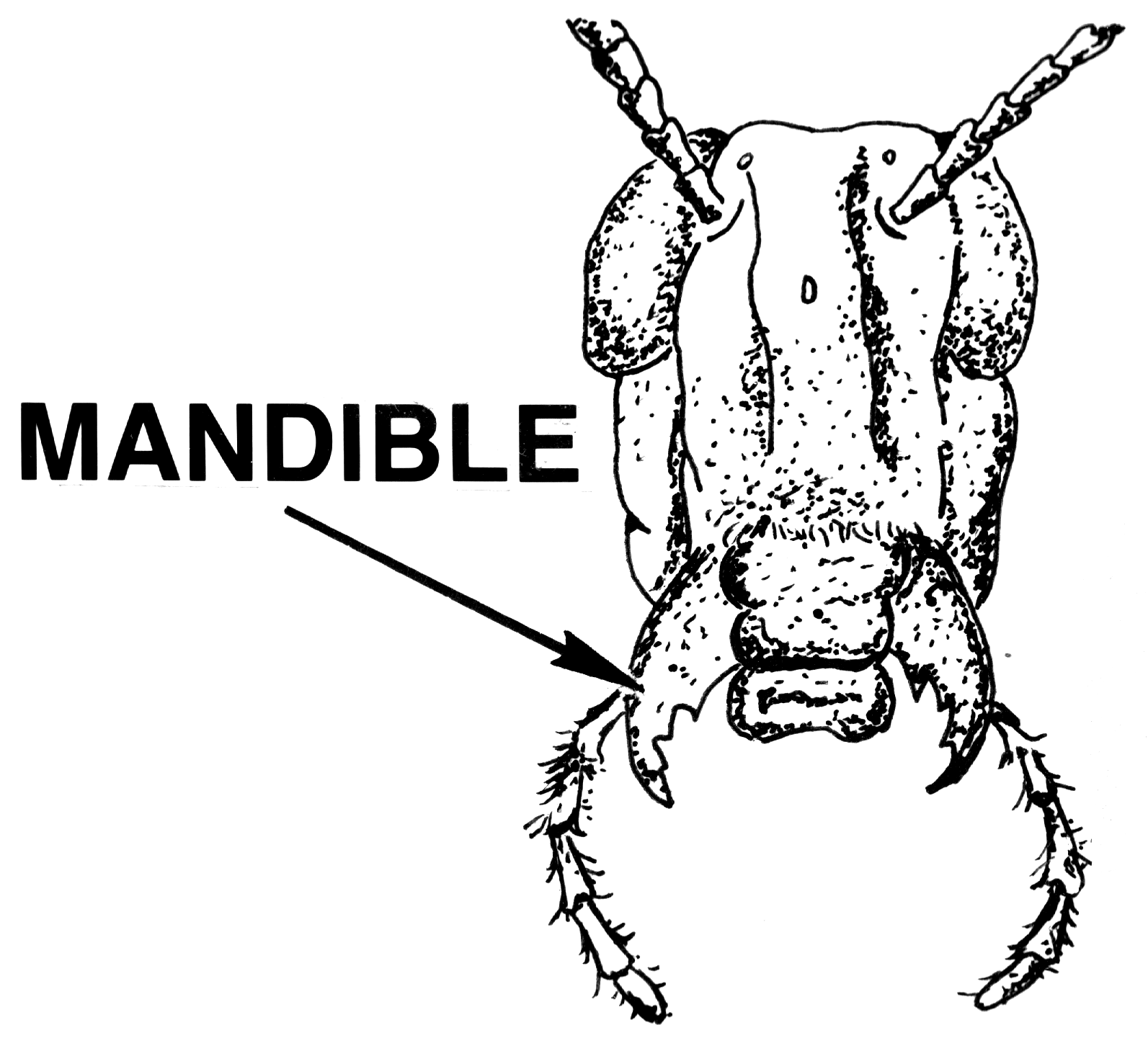
Mandibel eines Grashüpfers (Beschriftung in Englisch)

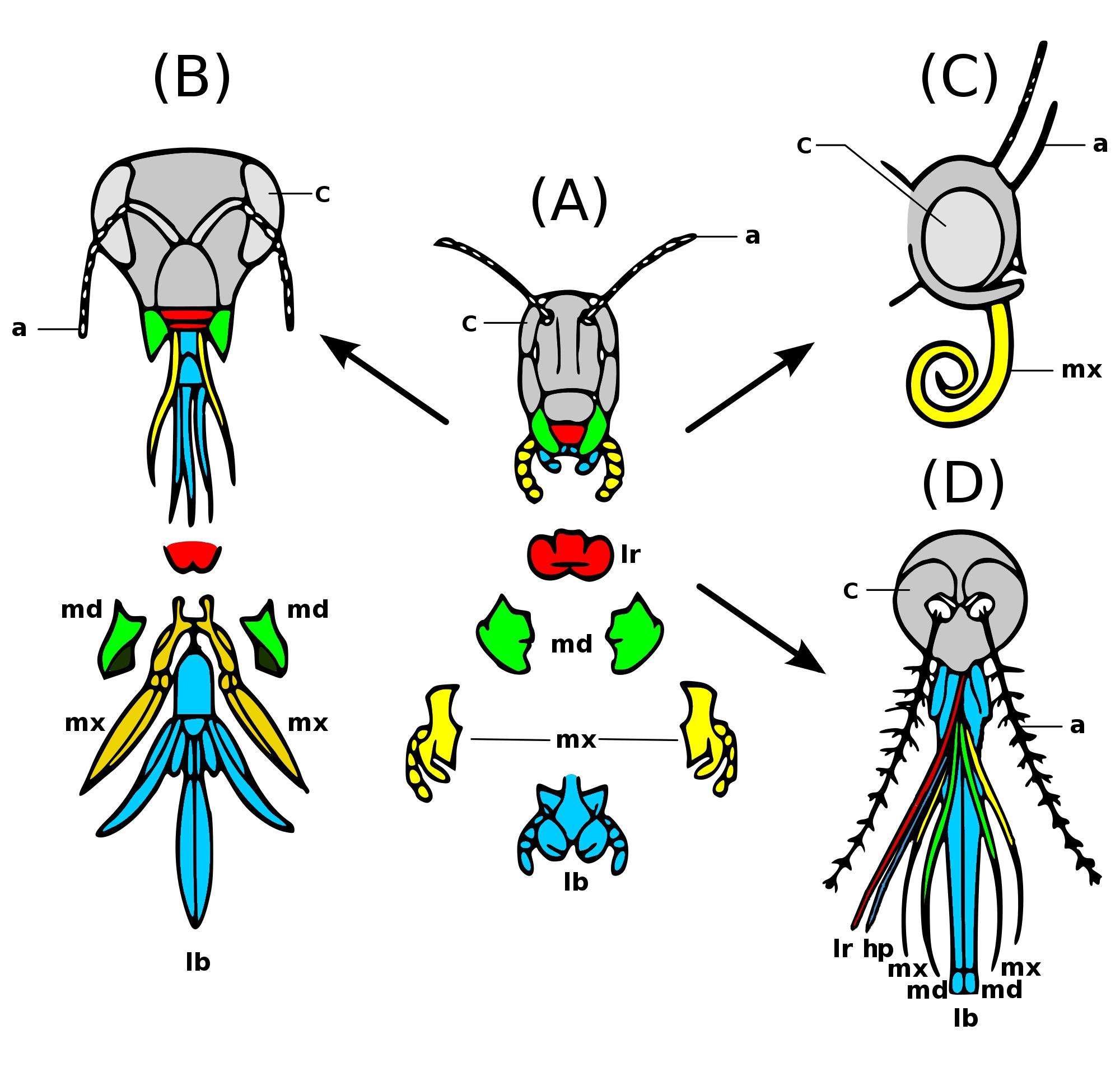
Mandibeln (in grün dargestellt) bei
A: Grashüpfer; B: Honigbiene;
C: Schmetterling; D: Stechmücke.

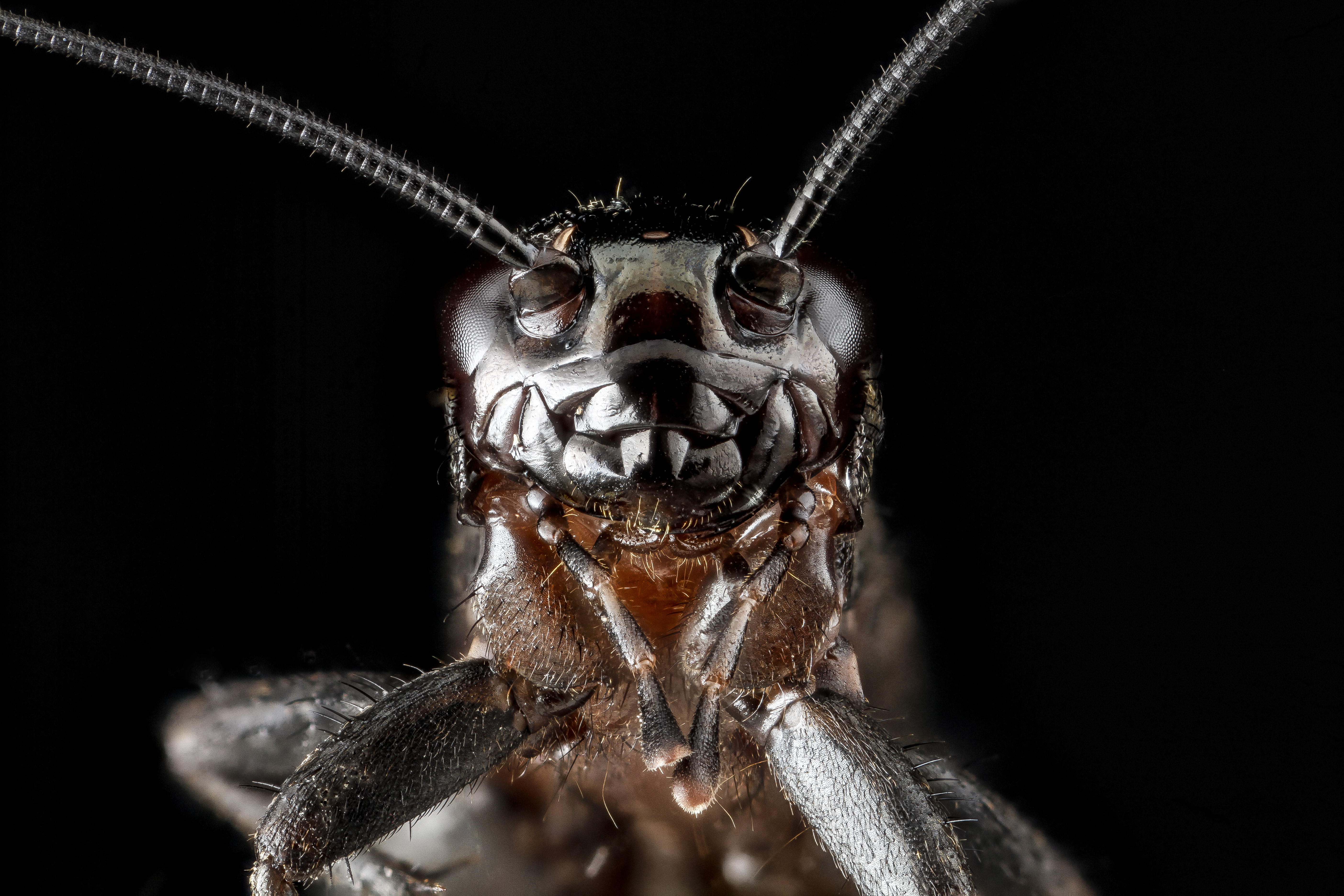
Mundwerkzeuge mit Mandibeln einer Grille.

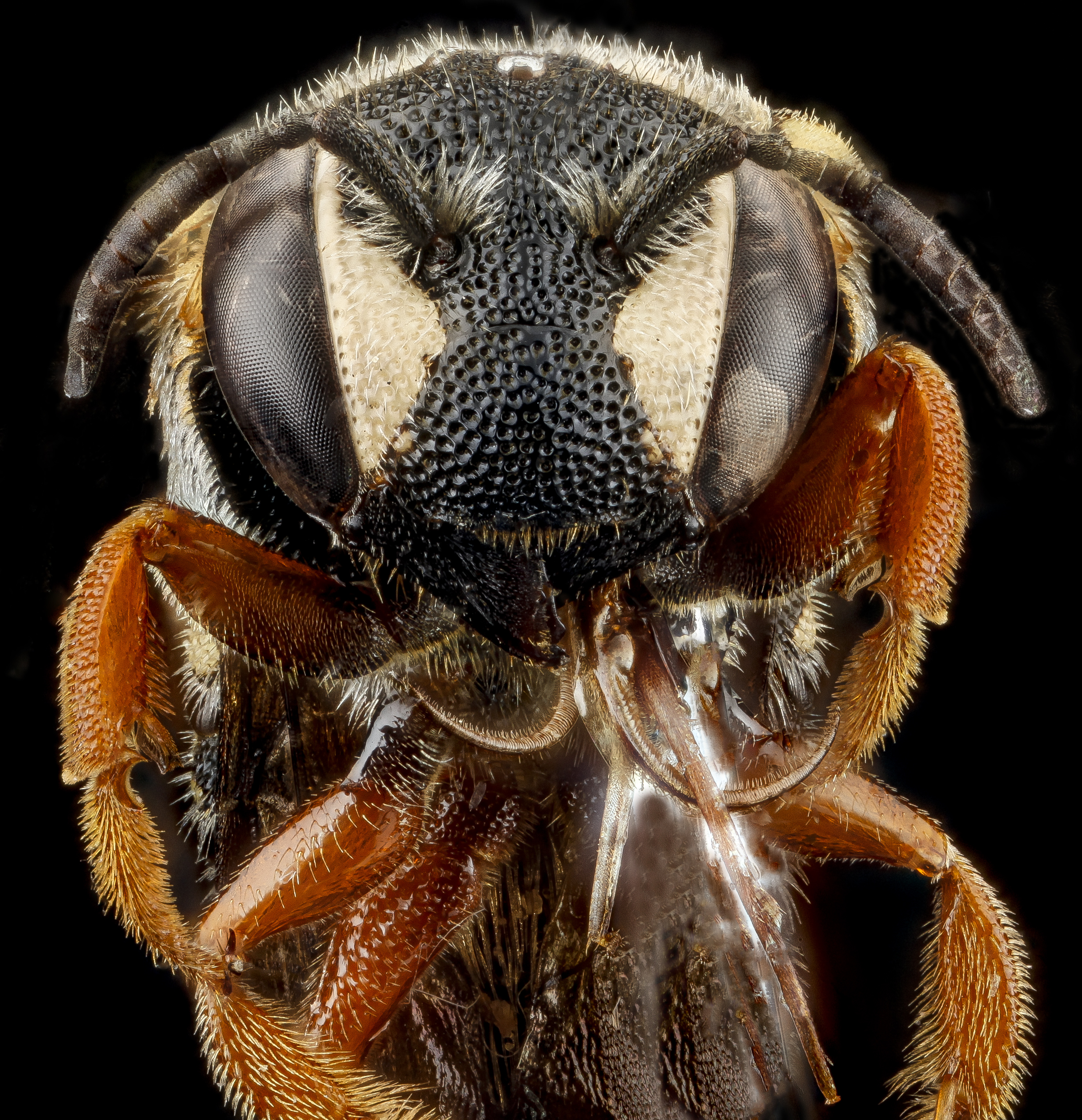
Mundwerkzeuge mit schaufelartigen Mandibeln der Biene Dianthidium ulkei (Megachilidae).

Die Mandibeln sind die typischen Mundwerkzeuge einiger großer Gruppen der Gliederfüßer wie der Krebstiere, Insekten, Hundertfüßer und Tausendfüßer, die taxonomisch auch als Mandibeltiere (Mandibulata) zusammengefasst werden.
Die Mandibel besteht im Wesentlichen aus einer kräftigen Kaulade. Die Mandibeln dienen zum Zerbeißen und Zerkauen pflanzlicher und tierischer Nahrung oder als Greifwerkzeug beim Transport bzw. Manipulieren von Objekten. Räuberische Arten benutzen ihre Mandibeln zum Beutefang. 
Durch die Evolution von Mandibeln ergaben sich neue Nahrungsketten, die zur kambrischen Radiation und zum evolutionären Erfolg und der universellen Verbreitung der Mandibulata beitrugen.

## Härte und Festigkeit
Die Mandibeln werden teilweise mechanisch stark beansprucht. Um ihren Zweck zu erfüllen, reichen oft Sklerotinisierung und Chitin nicht aus. Eine Verdoppelung ihrer Härte (nach Vickers) gegenüber der übrigen Cuticula durch Mineralisierungen, insbesondere Metalleinlagerungen, hauptsächlich mit Zink (Zn) und/oder Mangan (Mn), bei Grashüpfern und anderen Insektengruppen, sowohl in Larvenstadien wie bei Adulttieren, wurde festgestellt.

## Phylogenese

### Embryonalentwicklung
In der Phylogenese werden die Mandibeltiere (Mandibulata) innerhalb der Gliederfüßer (Arthropoda) gegen die Kieferklauenträger (Chelicerata) abgegrenzt. Die Mandibeltiere umfassen die Krebstiere (Crustacea) und die Tracheentiere (Tracheata) mit den Hundertfüßern, Tausendfüßern (Myriapoda) und Insekten. Es gibt jedoch auch die Hypothese, dass die Tausendfüßer näher mit den Kieferklauenträgern verwandt sind als mit den anderen Mandibeltieren. Embryologische Untersuchungen stützen diese Hypothese. Dies wirft jedoch die Frage auf, ob die Krebstiere und die Tracheentiere die Mandibeln nicht unabhängig voneinander erworben haben und mandibelartige Mundwerkzeuge im Laufe der Evolution mehrmals entstanden seien. Je nach Verwendungszweck und anatomischer Ausführung verfolgt die Embryonalentwicklung der Mandibeln zwei unterschiedliche Entwicklungstypen.

### Genetische Untersuchungen
Untersuchungen des Dll (Distal-less) Gens und dessen Genexpression, verantwortlich für mandibulare Strukturen, während der Embryonalentwicklung von Tausendfüßern, Crustaceen und Insekten zeigten jedoch große Homologien dieses Gens, was einen gemeinsamen Vorfahren der Mandibeltiere belegt.

### Vorläuferformen
Die Mandibeln stellen eine Umgestaltung des 3. Beinpaares im Kopfbereich ihrer Vorfahren dar, die ein Cheliceren- sowie fünf Laufbein-Paare besaßen, welche aus sieben Gliedern bestehen. Die Mandibeln der Insekten sind also den Pedipalpen der Spinnentiere homolog.

### Weiterentwicklung
Bei vielen Insekten sind die Mandibeln umgestaltet in verschiedene andere Mundwerkzeugstypen wie die Saugrüssel der Wanzen. Abgesehen von den Urmotten ist bei den Schmetterlingen die Mandibel beinah vollständig rückentwickelt.